# Aleks Andoni
Aleks Andoni (ur. 9 stycznia 1950 we wsi Vuno k. Wlory) – albański generał, w latach 1997-2000 szef sztabu generalnego Sił Zbrojnych Republiki Albanii.

## Życiorys
W 1970 ukończył szkołę dla oficerów piechoty. Początkowo pracował w szkole oficerskiej jako instruktor taktyki, a następnie w latach 1974-1976 pracował w wydziale planowania operacyjnego w ministerstwie obrony. Od 1976 dowodził batalionem piechoty stacjonującym na wyspie Sazan. W latach 1981-1983 studiował w Akademii Wojskowej w Tiranie. Po ukończeniu studiów został skierowany do wydziału operacyjnego Sztabu Generalnego armii albańskiej. W 1985 objął funkcję zastępcy komendanta szkoły oficerskiej w Tiranie, a następnie awansował na stanowisko komendanta. W 1991 doszło do strajku studentów kierowanej przez Andoniego uczelni, a on sam w 1992 został przeniesiony w stan spoczynku w stopniu generała majora i wyjechał do Grecji. W sierpniu 1997 został przywrócony do służby. Objął stanowisko szefa sztabu generalnego i zajmował się odbudową albańskich sił zbrojnych, zniszczonych w czasie rewolucji piramidowej 1997. W 2000, kiedy kończył pracę na stanowisku szefa sztabu generalnego został odznaczony przez prezydenta Rexhepa Meidaniego Medalem Złotego Orła.
Był żonaty. Żona Ervehe zginęła tragicznie w lipcu 2000.